# Grupo Desportivo Estoril-Praia
El Grupo Desportivo Estoril Praia és un club de futbol portuguès de la ciutat d'Estoril.

## Història
El club va ser fundat el 17 de maig de 1939. Juga a l'Estádio António Coimbra da Mota amb capacitat per a 8.015. Quatre anys després de la seva fundació arribà a la final de la Taça de Portugal la temporada 1943-44.

## Palmarès
- Segona divisió portuguesa de futbol: 
  - 1941-42, 1943-44, 1945-46, 1974-75, 2003-04, 2011-12
- Tercera divisió portuguesa de futbol:
  - 2002-03
- Liga Intercalar
  - 2009-10